# 瑟喬夫卡區

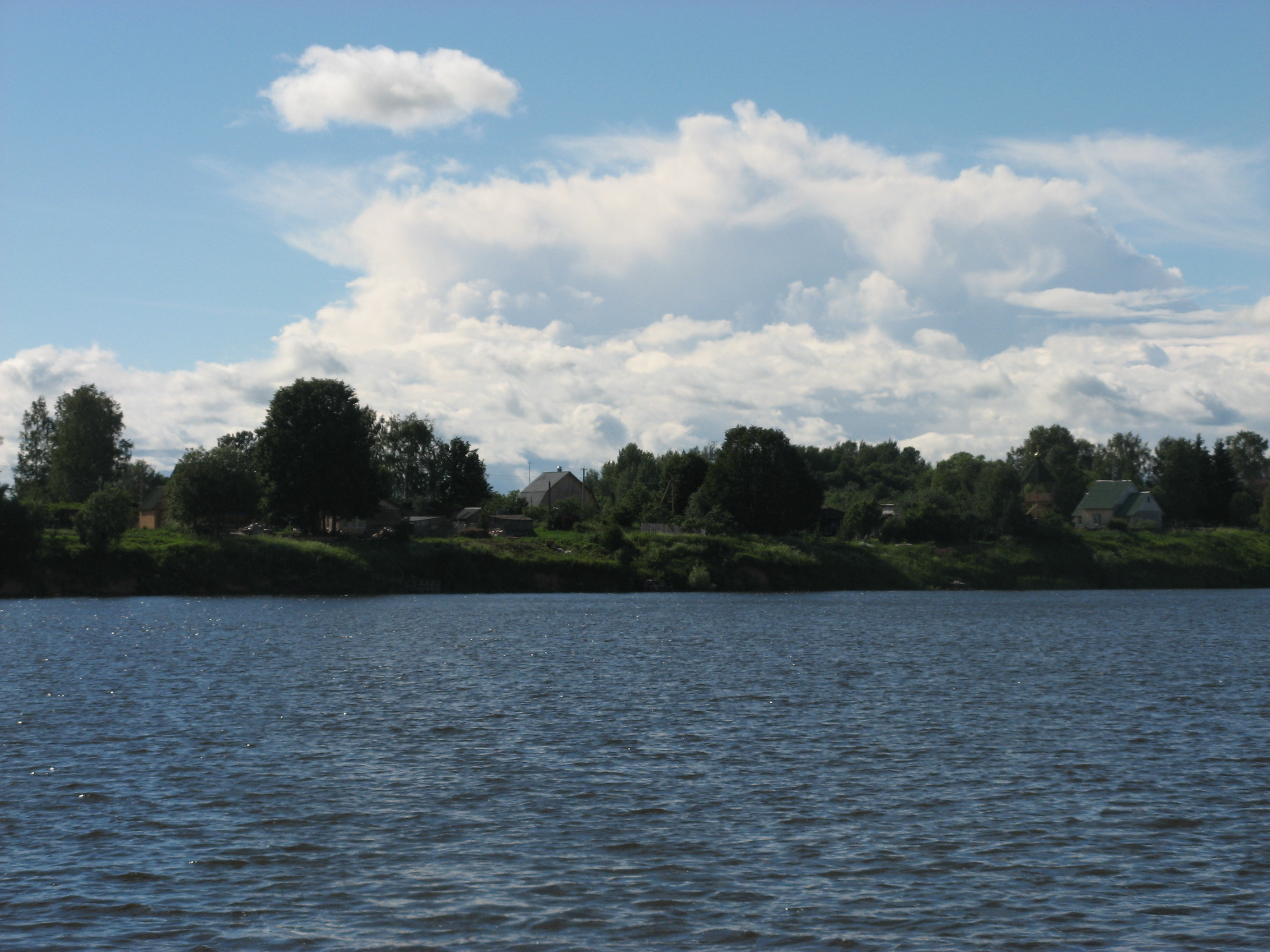

56°04′N 33°55′E / 56.067°N 33.917°E
瑟喬夫卡區（俄语：Сычёвский райо́н）是俄羅斯的一個區，位於該國西部，由斯摩棱斯克州負責管轄，面積1,803.9平方公里，2010年人口14,158，人口密度每平方公里7.85人。